# Caymanöarna i olympiska sommarspelen 1992
Caymanöarna deltog i de olympiska sommarspelen 1992 med en trupp bestående av 10 deltagare, men ingen av landets deltagare erövrade någon medalj.

## Friidrott
Herrarnas 100 meter
- Kareem Streete-Thompson
  - Heat — 10,78 (→ gick inte vidare)

Herrarnas längdhopp
- Kareem Streete-Thompson
  - Kval — 7,39 m (→ gick inte vidare)